# LITTLE NIGHTMARES-リトルナイトメア-
『LITTLE NIGHTMARES-リトルナイトメア-』は、スウェーデンのゲーム会社Tarsier Studiosが開発し、バンダイナムコエンターテインメントよりMicrosoft Windows、Nintendo Switch、PlayStation 4、Xbox One、Stadia向けに発売されたパズルプラットフォームのホラーアドベンチャーゲーム。怪しげな世界を舞台に、多くの危険と恐ろしい存在が潜む「胃袋」の名を持つ巨大船舶「モウ」に囚われ、脱出を試みるお腹を空かせた女の子「シックス」の旅を辿る物語となる。ゲームは発売から好評を博し、チェックポイントのシステムとプレイの短さを批判されながらも、その雰囲気、グラフィック、音楽性を批評家から賞賛されている。全てのダウンロードコンテンツを収録した『LITTLE NIGHTMARES-リトルナイトメア- Deluxe Edition』がNintendo Switch及びPlayStation 4向けに2018年6月7日に、続編『リトルナイトメア2』は2021年2月10日に発売された。

## システム
子供の視点から描かれた世界は全てのものが大きく歪んで見える。2.5次元の世界を舞台としており、ライターで周囲を照らしながら探索、物によじ登る、走る、投げるなどの様々なプラットフォームの要素を通してエリアを渡り、障壁として道を塞ぐパズルと謎を解いて先へと進んでいく。通常は攻撃手段は持っておらずエリア内では無力となり、様々な敵に捕まらないようエリアにあるものを使い身を隠したり、走り抜けたりしながら立ち回る必要があるが、僅かながら鏡など、道具を使って敵に反撃する機会がいくつか与えられる。

## ストーリー
黄色のレインコートを着た9歳の少女・シックスは、着物と仮面を身に着けた女性「レディ」の夢から目を覚ます。ライターしか持っていないシックスは、水中にある巨大な船「モウ」の内部をこっそりと通り抜けていく。モウ全体には、シックスから逃げるか、シックスの行動をこっそり観察する、小さく臆病な生き物・ノームがおり、シックスがノームに近づいたら抱きしめることができる。捕らえられた子供たちが収容されている監獄では、奥行きにはびこる肉食性のヒルと、シックスの動きを固める目など危険なことで溢れている。また定期的にシックスは空腹で衰弱し、シックスが食事をする時は揺れたシックスの影が現れる。最初に空腹になったときは他の子供から貰ったパンを食べて飢えをしのぐ、その後様々な謎解きをし監獄を抜けた。
シックスは隠れ家に進むも空腹を起こし罠の生肉を食べ管理人に捕らえられる。だが檻を内側から倒して逃げる。その先の部屋では管理人が囚えた子供を梱包しフックにかけている、その後管理人はシックスを追い詰めるが、シックスはドアで管理人の腕を切断し難を逃れる。
隠れ家を抜けたあとも空腹で衰弱し、三度目は生きたネズミをシックスは食べた、梱包された子供たちが送られるキッチンでは、奇怪な双子のシェフがご馳走を準備しており、シェフはシックスを見つける度に追いかけてくる。そんなシェフを振り切り先に進む。
その後シックスは海の上にあるモウの船体へ向かい外へ出る。船体をスケーリングするシックスは、そこで船からモウに向かい行進する肥満体のゲストの行列を目撃する。ゲストは和風のゲストエリアに腰を下ろし、食事をしていた。何人かのゲストがシックスへ這い進み、シックスは走って逃れる。そしてシックスは四回目の空腹を起こす、そこでノームはシックスにソーセージを渡そうとするが、シックスはソーセージの代わりにノームを食らうのだった。
腹を満たしたシックスは夢に見たレディがエレベーターに乗るのを見て、エレベーターに乗りレディの部屋へ向かう。レディに見つかりレディに追われ、シックスは壊れていない鏡を使いレディを撃退する。レディを映すその鏡はレディに痛みを引き起こし、レディを鎮圧させたのだった。レディが無防備の状態で弱体化していると、シックスに最期の空腹の発作が起こる。シックスはレディの首に噛みつき、レディを殺害、するとシックスに暗いオーラがまとわる。暗いオーラに囲まれたシックスはゲストエリアを歩く、ゲストの何人かがシックスを食べようとするが、シックスの新しい力によりゲストの首は音を立て、襲い掛かるゲストは倒れていく。シックスは扉を通り抜け、階段を上り日の光の中へ出てゆき、そこへシックスが抱きしめた全てのノームが集まっていく。
クレジット後のシーンでは、遠くに霧笛が聞こえる中、シックスはモウの頂上に立っていた。

## DLC「Secrets of The Maw」
「シックスの冒険とは異なる視点」として提供される新しい物語として3作のDLCが計画された。6月8日に配信が発表され、最初の第1弾『The Depths-深淵-』は2017年7月7日に発売され、第2弾『The Hideaway-ひみつの部屋-』は2017年11月10日に、最後の第3弾『The Residence-静寂のアトリエ-』は2018年2月23日に発売された。

### The Depths-深淵-
少年、キッドは、暗闇の中で泳いでいる最中に、水中に引き込まれるという悪夢から目を覚ます。子供部屋から脱出した後、キッドは自身と同じく逃げている少女を追いかけモウの深淵に落ちる、懐中電灯だけを残してその少女は姿を消し、キッドがその懐中電灯を拾う。
そしてヒルを避け、浮いている足場を飛び移り道を進んでいく。深淵は老婆の家であり、老婆は水中を泳ぎ、浮いている障害物をぶつけ破壊し、水中に長い間いる場合はキッドに衝突して掴もうとする。プラグを差し込んだテレビを水中に押し込み老婆を感電死させ殺害した後、キッドは深淵を離れるが、管理人に捕まってしまう。シックスを含む閉じ込められた子供たちの隣の檻の中に捕らわれたキッドに、管理人はキッドの檻を引き離し、檻の中で目覚める直前のメインゲームにおけるシックスのストーリーと並行している。

### The Hideaway -ひみつの部屋-
キッドはブッチャーペーパーに包まれ、キッチンに向かいフックが上昇すると、キッドはモウの新しい階層へ落ちていく。キッドは、ノームが炉へ石炭に投げ込むエンジンルームを見つける。管理人から逃げ、さまざまなノームを見つけた後、キッドはノームを使い炉に電源を入れる。エンジンルームのバケツエレベーターは完全に機能し、キッドはそれを使い炉室を訪れるが、炉室に集まっていたノームの炉の光に落とされた影は子供の姿に似ていた。炉室を去ったキッドは、上に向かうエレベーターに乗っているレディの上に居ることに気づかず、そのまま上へと登っていく。

### The Residence -静寂のアトリエ-
キッドはレディの官邸へ入る。影の子供たちと戦っている間に3つの行方が分からない彫像を見つける一連のパズルを解き、キッドは鏡で自分自身を見つめるレディを発見する。レディはキッドの存在に気づき、キッドをノームに変えてしまう。そこからキッドは、シックスのストーリー内の、ゲストエリアとソーセージのある部屋への道を見つける。この章は、ソーセージの側に立つキッドのシーンで終わり、ランナウェイ・キッドがシックスに食われたノームであることが示される。「Secrets of The Maw」のクレジットがロールバックされると、最後にテレビが映り、シンマンを彷彿とされる姿が見られる。

## 登場キャラクター
シックス
本作の主人公であり、黄色いレインコートがトレードマークの少女。9歳。
モウの奥深く、暗闇の中に独り捕らえられていた。モウ内部の空間と比べると非常に小柄であり、追跡者たちに対しての反撃手段もないため隠れるか逃げるしか対策がないが、壁をよじ登る、飛び移るなど決して低くない運動神経を持つ。また常にお腹を空かせており、空腹が限界まで達すると動けなくなってしまう。物語序盤はパンや生肉で食い繋いでいたが、物語が進むにつれネズミやノームを食い殺してまで空腹を満たそうとするなど徐々にその描写がエスカレートしていく。これらの空腹やエピローグでの描写等、彼女に関しても謎が多い。
ノーム
モウの至る所に潜んでいる三角錐の被り物をしている様な生き物。シックスよりもさらに小柄な小人たち。
何かにおびえながら暮らしているが、中には他の者と仲良くなりたい個体もいる。モウ内部の所々で姿を見せるが大半のノームたちは臆病なためシックスが近づくと散り散りに逃げていってしまう。しかしシックスに対して友好的な者たちもおり、ハグをすることで仲良くなれる。
ヒル
ぬるぬるとした皮膚から生きている者の血を吸い取るヒル。
暗闇の中で身をよじりながら、シックスを待ち伏せる。
管理人
この世から逃げ出し、モウへとやって来た。
大きな頭と小さな体、そしてその見た目にはあまりにも不釣り合いな長い腕を持つ男。頭部の皮膚が垂れ下がっていて目が見えず、聴覚によって手探りで行動する。
双子のシェフ
暴力と肉をこよなく愛する残酷な二人組。モウの「ごちそう」を用意している。
彼らの台所に入り込んだ害虫は、逃げることなど許されない。彼らの居室に肖像画が揃って飾ってあったり、トイレやベッドが隣り合わせで配置してあったりと、互いの仲は良い様子。
ゲスト
モウに搭乗し「ごちそう」を貪る肥満体のお客たち。
死んだ目で欲望のままに食べ続け、止まることを知らない。その殆どがシックスを食料とみなし、襲い掛かってくる。シックスを追いかけるときは四つん這いで移動する。
レディ
モウのオーナーである不気味な白い仮面をつけた女性。
船のどこかで静かにまじないをかけているが、その目的は誰も知らない。
キッド
「Secrets of The Maw」の主人公の少年。
シックス同様、モウに囚われ脱走を試みている。
目を覆い隠す長い前髪と、右足につけられた足枷がトレードマーク。唯一泳ぐ操作が可能である。
またDLC第2弾ではノームと協力しながら進むなど、シックスとは違った方法でステージを進んでいく。ちなみに、シックスに見られた激しい空腹はキッドには見られない。

## 舞台・ステージ
モウ
毎年同じ時期に、違う場所に現れる「胃袋」と呼ばれる巨大船舶。
お腹を空かせたおぞましいゲストたちがモウの中へと消えていくが、帰って来たものは一人もいない。
監獄
シックスが最初に目覚めた場所。始まりの場所
隠れ家
沈黙の中待ち続ける長い腕を持つ彼の隠れ家。
台所
蒸し暑く、油でベタベタした台所で双子のシェフが料理に精を出している。
ゲストエリア
モウでの宴に集ったゲストの為だけの特別な場所。和風の間取りとなっている。
レディの部屋
この場所を知る者はほとんどおらず、誰もここへ近づきはしない。

## 開発
チームは、ゲームで子供の頃の「野生の極限」を探求しようとしている。ゲームの設定におけるモウは、「世界の最悪の事態が全てを腐敗させる可能性のある場所」というコンセプトアートが作成されている。子供の頃のテーマにそり、チームは強い力を持つ主人公を作成することに反対していた。ゲームプレイはステルスベースとして説明されているが、チームは「ステルス」という用語も力を与えられたキャラクターの印象を与える「かくれんぼ」の感覚として説明することを好んでいる。
ゲームは当初、2014年5月にTarsier Studiosによって『Hunger』というタイトルで発表されていたが、PlayStation 4でリリースされる既知のパブリッシャーはいなかった。2015年2月にティザートレーラーが公開された後、バンダイナムコエンターテインメントがこのプロジェクトについてTarsier Studiosと世界的な販売契約を締結したことを発表した2016年8月まで、プロジェクトについて何も聞かされていなかった。チームは、『ハンガー・ゲーム』と区別させるためにタイトルを変更すること選び、これによって検索が容易になった。

## 評価
レビュー集積サイトのMetacriticには、全般的に肯定的なレビューが集まっている。
デストラクトイドのコーリー・アーノルドは、「『リトルナイトメア』は常に存在するサスペンスで自分に催眠術をかけた。」と述べ、10点中8.5点を付けている。
Game Revolutionのジョナサン・リークは、「『リトルナイトメア』には二重の意味があるようだ。ゲームプレイは悪夢であり、定期的に忍耐力を試し、前進する意思を持つ。また、雰囲気と音声のデザインは、恐怖の友人が賞賛するような恐ろしいものであること分かるのである。好き嫌いには同じくらいの資質があるが、それに関して言えば、『リトルナイトメア』は他のゲームとは異なる面白いホラーゲームであるという約束を果たしている。」と述べ、5つ星の内3つ星のスコアを付けている。
GamesRadar+のサム・プレルは、「機械的には時々不器用だが、芸術的には健全である『リトルナイトメア』はプレイヤーの神経を刺激し、そのイメージはプレイヤーの脳に潜り込み、決して消え去ることはない。」と述べ、5点中4点を付けている。
IGNのジョー・スクレベルズは、「愉快であり奇妙で、絶え間なく悲惨で、粛々と賢い『リトルナイトメア』はホラーに関わる新鮮なテイクを大歓迎する。」と述べ、10点中8.8点を付けている。
PC Gamerのサミュエル・ロバーツは、「良いプラットフォーム・ゲームだが、想像力に富んだホラーゲームでもある『リトルナイトメア』は、ゲームの一連の不穏なイメージで遊ぶ価値がある。」と述べ、100点中78点を付けている。
Polygonのホイットニー・レイノロズは、「『リトルナイトメア』は、ちょうど十分に明るく、警戒を緩めるのに十分安全だったため、自分の夢にその道を歩んだ。ゲームには、基本的なゲームデザインをとることが常に成功に繋がるとは限らない。だが、明かりが消えた時、自分は本当に危険な世界での小さいことだと思い出した。また、大きく長い欲張りな腕を持つその怪物はとても、本当に不気味だ。」と述べ、10点中8.5点を付けている。
VideoGamer.comのアリス・ベルは、「『リトルナイトメア』は恐ろしく、プレイヤーの肌に潜み込む。今夜はよく眠れないと耳元で囁いてくるだろう。『リトルナイトメア』は、子供の頃に恐れていたものを取り上げ、それを今でも恐れていることを思い出させてくれる。」と述べ、10点中9点を付けている。
Eurogamerはゲームを「2017年のゲームトップ50」の28位にランクインし、GamesRadar+はゲームを「2017年のベストゲーム25」の20位にランクイン、Polygonは「2017年のベストゲーム50」の27位にランクインしている。IGNの「Best of 2017 Awards」の「Best Platformer」と「Best Art Direction」にノミネートされた。

### 売上
ゲームは発売から1週間でイギリスの全販売チャートで4位を記録した。またコンプリートエディションは、日本での発売1週間で12817本を販売し、全販売チャートで15位を記録した。2018年8月時点では、ゲームは全プラットフォームで100万本以上を売り上げた。2020年5月には、バンダイナムコはゲームが200万本以上を売り上げたことを発表した。

### 表彰
| 年     | 受賞                                                  | カテゴリー                               | 結果       | 出典          |
| ------ | ----------------------------------------------------- | ---------------------------------------- | ---------- | ------------- |
| 2016年 | Gamescom 2016                                         | インディー賞                             | 受賞       | [ 33 ]        |
| 2017年 | Develop Awards                                        | ニューゲームIP                           | ノミネート | [ 34 ]        |
| 2017年 | ゴールデンジョイスティックアワード                    | ベストビジュアルデザイン                 | ノミネート | [ 35 ]        |
| 2017年 | ゴールデンジョイスティックアワード                    | ベストオーディオ                         | ノミネート | [ 35 ]        |
| 2018年 | 21st Annual D.I.C.E. Awards                           | アートディレクションにおける卓越した業績 | ノミネート | [ 36 ] [ 37 ] |
| 2018年 | Emotional Games Awards 2018                           | ベストエモーショナルミュージック         | ノミネート | [ 38 ]        |
| 2018年 | National Academy of Video Game Trade Reviewers Awards | アニメーション、芸術                     | ノミネート | [ 39 ] [ 40 ] |
| 2018年 | National Academy of Video Game Trade Reviewers Awards | アートディレクション、コンテンポラリー   | ノミネート | [ 39 ] [ 40 ] |
| 2018年 | National Academy of Video Game Trade Reviewers Awards | ゲームデザイン、ニューIP                 | ノミネート | [ 39 ] [ 40 ] |
| 2018年 | National Academy of Video Game Trade Reviewers Awards | ライティング / テクスチャリング          | ノミネート | [ 39 ] [ 40 ] |
| 2018年 | National Academy of Video Game Trade Reviewers Awards | オリジナルドラマティックスコア、ニューIP | ノミネート | [ 39 ] [ 40 ] |
| 2018年 | National Academy of Video Game Trade Reviewers Awards | ユーズオブサウンド、ニューIP             | ノミネート | [ 39 ] [ 40 ] |

## その他メディアでは

### フォローアップ
続編に関して、Tarsier Studiosは「チームがまだ探求していないものについて多くのアイデアを持っている」と述べている。Gamescom 2019で、2020年に『リトルナイトメア2』がリリースされることが発表された。モノというプレイヤーが操作する新しいキャラクターを特徴とし、シックスはコンピュータが制御するキャラクターとして再登場、そして物語は『リトルナイトメア』より以前の物語となる。ゲームは2021年2月11日にリリースされた。
Tarsier Studiosは以前、『リトルナイトメア2』がシリーズで最後のゲームになると語っていたが、バンダイナムコエンターテインメントを「Headline IP」と見なしており、何らかの形でシリーズを継続することに関心している。

### モバイルアプリ
モバイルアプリ『ベリーリトルナイトメア』が2019年4月に発表され、iOSで2019年5月にリリースされた。物語は『リトルナイトメア』と『リトルナイトメア2』の前編として描かれている。

### テレビ番組
2017年、dj2 EntertainmentのDmitri M. JohnsonとStephan Bugajは、『Little Nightmare』というテレビシリーズ版を制作すると発表した。ルッソ兄弟もこのシリーズに参加し、ヘンリー・セリックが監督を担当している。

### 漫画
『リトルナイトメア』には、ジョン・シャックルフォードが執筆し、アーロン・アレクソヴィッチが鉛筆で描き、Titan Comicsが出版した4作のタイアップ漫画がある。2作は印刷物と電子書籍でリリースされ、最後の2作は取り消された。最初の2作はハードカバーのグラフィックノベルは、2017年10月末にリリースされた。